# الميلية
«الميلية» بلدية تابعة إقليميا إلى دائرة الميلية ولاية جيجل الجزائر، حيث تعدّ ثاني أكبر مدينة في الولاية بعد مدينة جيجل.

## أصل التسمية
توجد ثلاث قصص أكيدة عن أصل تسمية المدينة بالميليّة:
أولها أنّ أهل ميلة كانوا يقصدون موطن قبيلة أولاد عيدون للتسوق في أكبر سوق بالمنطقة ذلك الزمن، وينزلون دوما بموقع قرب وادي الكبير، فكان سكان المنطقة يسمونهم «الميليّة» نسبة إلى بلدتهم ميلة ومع مرور الزمن ارتبط هذا الاسم بذلك المكان.
ثانيها أن امرأة صالحة كانت تسكن ظهر هضبة الدائرة اليوم وتعالج الناس من السحر والمس والمرض، كان يقال لها «الميليّة» نسبة لبلدتها ميلة، فكان الذين يقصدونها للعلاج يقولون إننا ذاهبون إلى الميليّة، وبعد وفاتها ارتبط الاسم بالمكان.
ثالثها هو أن القاضي «بن نيني» الذي ولّته فرنسا حاكم الأهالي، سمى المنطقة إداريا المايلة بسبب طبيعة تضاريسها المائلة، وسمى أولاد عيدون الذين كانوا يسكنونها «المايليّة»، ثم قام الفرنسيون ببناء البرج العسكري المعروف باسم «برج المايليّة» وتطور الاسم الرسمي إلى إن أصبح «الميليّة»، وكل ذلك قريب من الصحّة.

## أصل قبيلة أولاد عيدون
تعدّ قبيلة أولاد عيدون أكبر قبائل منطقة الشرق الجيجلي، ويعود أصلها إلى قبيلة «دنهاجة» أحد بطون قبيلة كتامة الكبرى التي استوطنت المنطقة منذ القرن الحادي عشر قبل الميلاد. وقد ذكرهم اليعقوبي في القرن التاسع الميلادي في مراسي ميلة قال: «ومدينة عظيمة جليلة يقال لها: ميلة عامرة محصنة لم يلها وال قط ولها حصن دون حصن فيه رجل من بني سليم يقال له: موسى بن العباس بن عبد الصمد من قبل ابن الأغلب، وسواحل البحر تقرب من هذه المدينة ولها مرسى يقال له: جيجل، ومرسى يقال له قلعة خطاب، ومرسى يقال له إسكيدة، ومرسى يقال له ملر، ومرسى يقال له مرسى دنهاجة، وهذا البلد كله عامر كثير الأشجار والثمار وهم في جبال وعيون.» إلا أن قبيلة «دنهاجة» لظروف سياسية أبرزها جور ضرائب الموحدين ومجيء المد العربي الهلالي في القرن الثاني عشر، اضطرت إلى الانتقال من المنطقة إلى المغرب الأقصى، وهم هنالك إلى اليوم في قصر يقال له «قصر عبد الكريم»، ذكر الإدريسي والبكري أن ملوك المغرب كانوا يزورونه على ذلك العهد، غير أن أحد أبناء هذه القبيلة الذين هاجروا إلى الأندلس طلبا للعلم، عاد واستوطن الجزء الشرقي من حوض الوادي الكبير مكونا مع أبنائه قبيلة «أولاد عيدون». وقد لعبت هذه القبيلة أدوارا فكرية وسياسية هامة، خاصة في العهدين العثماني والاستعماري.
سكنت قبيلة أولاد عيدون على الضفة اليمنى للوادي الكبير، في منطقة إستراتيجية بالنسبة للشمال القسنطيني، بفضل طابعها الجبلي، وتوسطها لأهم المراكز الحضرية، مثل: جيجل، ميلة، قسنطينة، سكيكدة والقل. تحدها شمالا قبيلة «أولاد عطية» و«جبال الرحمن» (مشاط وبني فرقان)، وجنوبا قبيلة «أولاد مبارك»، «تاسقيف» و«بني خطاب»، وشرقا بني توفوت و«العشايش»، وغربا «أولاد عواط»، و«أولاد علي»، و«بني خطاب».
وينسب أولاد عيدون إلى جدّهم الأول «العيد» الملقب بـ«عيدون»، الذي استقر على ضفة الوادي الكبير منذ عودته من الأندلس، وكان له سبعة أبناء، ثلاثة ولدوا له من زوجه الأولى، جاءوا معه من الأندلس هم: «قاسم» ابنه الكبير، و«دباب» ابنه الأوسط و«حناش» ابنه الصغير. وأربعة ولدوا له بعد نزوله أرض الميليّة وزواجه بامرأة ثانية يقال لها «عرفة»، وهم: «العربي»، «عنان»، «علي»، و«براهم»، وهم آباء القبائل الموجودة اليوم بالميليّة، الذين شكل خلفهم على ضفتي الوادي الكبير وواد بوسيابة مختلف العشائر التي تتكون منها القبيلة الأم، وهي تتربع على مساحة تقدر بـ 12.785هكتار و14آر و66 سنتي آر وهي أراضي ملك.
وينقسم أولاد عيدون إلى فرعين رئيسين هما:
الفرع الأول «أولاد قاسم» ويتربع على مساحة 7377هكتار ويضم: «أولاد علي وابراهم»، «أولاد عنان»، «أولاد العربي»، «أولاد علي بن عرفة» و«أولاد الصالح»، «أولاد عتيق». والفرع الثاني «أولاد دباب»، يتربع على مساحة 5408 هكتار ويضم: «أولاد حناش»، «بني معاندة» و«أولاد بوزيد». وحسب تقرير فرنسي فقد بلغ عددهم حوالي 5265نسمة سنة 1896م، كما أحصيت لهم في تلك الفترة حوالي 50ألف شجرة زيتون، و350محراثا، و15ألف رأس حيوان، و403معسلة، ويجدر التنبيه أن هذه الإحصائيات وردت بعد نصف قرن من بدء سياسة القمع والإبادة في المنطقة.

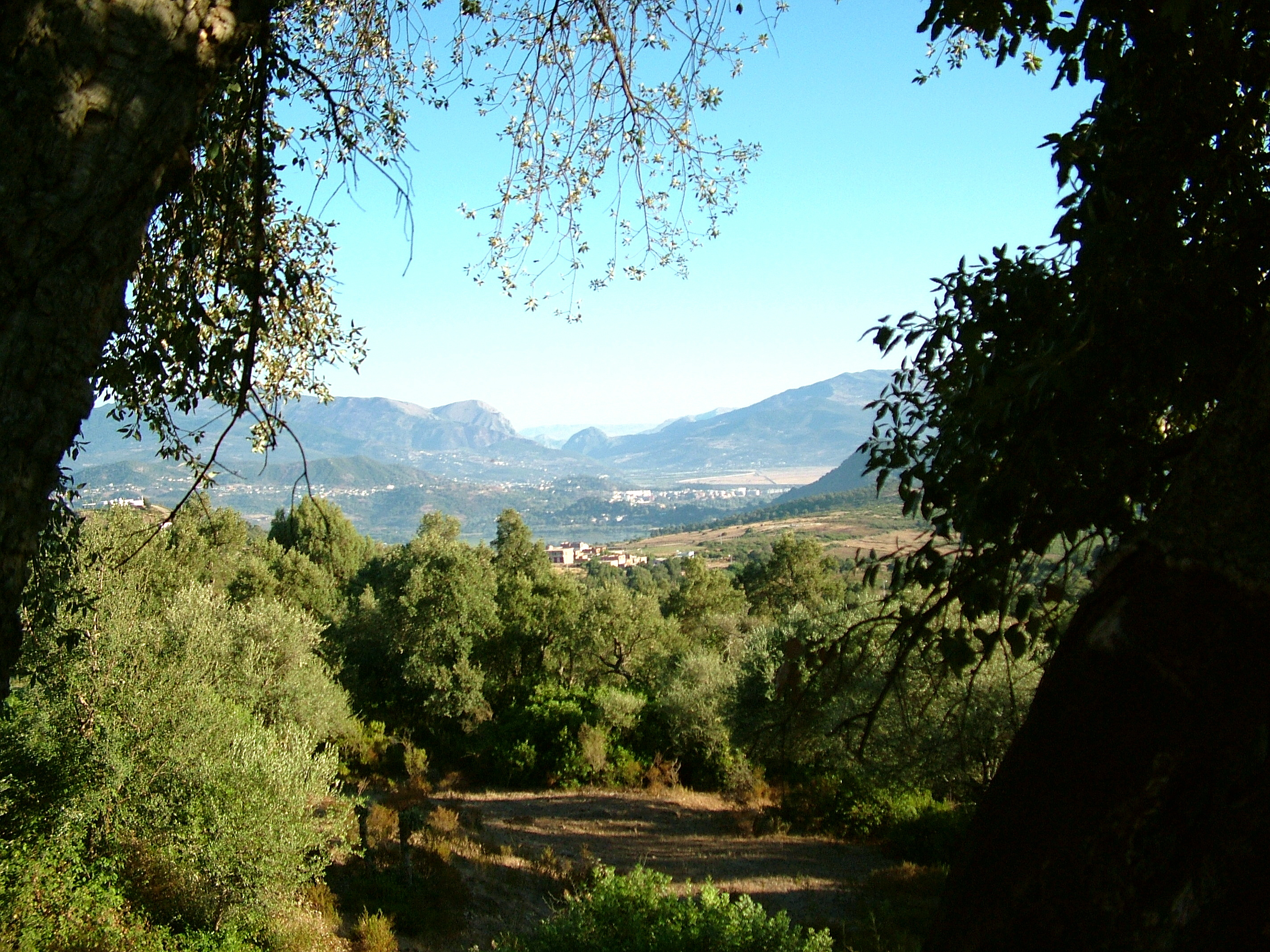
منظر على بلدية الميلية.

فهذه قبيلة أولاد عيدون الأصلية، صاحبة الأرض التي أنشئت عليها مدينة الميلية، أما منطقة الميليّة تاريخيا فتحتوي على قبائل أخرى، وهي قبيلة «بني فرقان»، «مشاط»، «أولاد عواط»، «أولاد بوفاهة»، «بني بلعيد»، «بني مسلم»، «تايلمام»، «بني عيشة»، «أولاد علي»، «بني خطاب»، «العشايش»، «بني تليلان»، «بني فتح»، «أولاد مبارك»، «تاسقيف»، «بني صبيح». وهي كلها الآن تنتمي إلى المنطقة الشرقية من ولاية جيجل.

## ثورة أولاد عيدون
في 14 فيفري 1871 هاجمت قبيلة أولاد عيدون المركز الفرنسي الواقع بالميلية، ودمرته عن آخره، وحطموا قنوات مياه الشرب وقطعوا أسلاك الهاتف، وأدخل هذا الهجوم الرعب في قلوب الفرنسيين وأعوانها من الصبايحية، ومن أجل تطويق هذه الثورة والقضاء عليها أرسلت فرنسا الجنرال «بوجي»(Peuget) يوم 27 فيفري 1871 م على رأس قوات ضخمة برية وبحرية لفك الحصار على الميلية، وبعد معارك ساخنة تلقى فيها العدو خسائر فادحة في الأرواح والعتاد، ولم يتمكن الجنرال «بوجي» من السيطرة على الثورة إلا بعد وصول النجدة التي أرسلت له ومن الجرائم التي أرتكبها الفرنسيون بالأهالي هدم وحرق المنازل وقتل النساء والأطفال والشيوخ والعزلو إبادة فرع أولاد حناش من أولاد عيدون من الوجود، والسطو والنهب لأموال وممتلكات السكان وفرض الحصار الكامل على المنطقة والقبض على أزيد من 400 مواطن ونفي أكبر عدد منهم إلى جزيرة «الثعابين» بالمحيط الهادي التي أصبحت فيما بعد تعرف بجزيرة «كاليدونيا». ومن الجرائم التي أرتكبتها فرنسا في حق المنطقة وأبنائها محو اسم أولاد عيدون من التاريخ.
و تبقى ثورة أولاد عيدون ملحمة شعبية تتناقلها الأجيال وتقتدي بها في التصدي للاستعمار الغاشم، وقد تجلت في الفاتح من نوفمبر 54 المجيدة.

## الميلية
للميلية موقع استراتيجي هام في منطقة الشمال القسنطيني فبالإضافة إلى موقعها الجيد على الضفة اليمنى للوادي الكبير، فهي تتوسط غابات الفلين الكثيفة، وتعد همزة وصل بين المدن الرئيسية، مثل جيجل، ميلة، قسنطينة، وسكيكدة والقل. وقد حاول الاستعمار فرض سيطرته عليها، ولم يتمكن من ذلك إلا بعد ثورة 1871، رغم اقامة المركز العسكري بها منذ 1858. وكانت تخضع للحاكم العسكري، في شكل ملحقة إدارية يسيرها متصرف برتبة كابيتان، ويساعده المكتب العربي والقياد. وفي 25 أوت 1880 أنشئت بلدية الميلية المختلطة، على مساحة: 95975 هكتارا، وتمتد من القرارم جنوبا إلى ساحل البحر المتوسط شمالا. وفي سنة 1888 انفصلت عنها القرارم. وقد شهدت بلدية الميلية حركة استيطان واسعة بعد ثورة 1871 بحيث بلغت نسبة الأراضي المصادرة حوالي 27% سنة 1888. ومع تزايد حركة الاستيطان، ومصادرة المزيد من الأراضي، أصبح المستوطنون الذين يمثلون 48.0% من السكان، يسيطرون على 39% من الأراضي والغابات، بينما الأهالي الذين يمثلون99.52 % من السكان، يمتلكون 61 % من الأراضي، أي أن نصيب الفرد الجزائري من الأرض لا يتجاوز 0.52 هكتارا، بينما نصيب الفرد المستوطن بلغ 71.20 هكتارا. واستمرت عملية التوسع الاستيطاني في بلدية الميلية بإنشاء مركز استيطاني بأراغو (برج علي) سنة 1902، وعدة مزارع استيطانية في كاتينا (سطارة) سنة 1923، على حساب ممتلكات السكان لفائدة المستوطنين الذين أسسوا عدة مؤسسات صغيرة. وفي سنة 1957 أصبحت الميلية مقر دائرة، تضم العديد من البلديات، منها: سطارة، العنصر، سيدي معروف... وتعدّ من أهم معاقل الكفاح التحرري أثناء ثورة نوفمبر، وقد ساهم طابعها الجبلي، وغاباتها الكثيفة، في تميزها بهذا الدور. وقد شهدت إنشاء أول منطقة محرمة في الجزائر سنة 1957، وفي مذكراته يروي الكولونيل ترانكي، ما قاله الجنرال شال، عندما أرسله إليها، لتنفيذ مخطط التهدئة، المعروف باسم (خطة شال) حيث خاطبه قائلا: «أريد أن أعطيك قطاعا صعبا في الجزائر: الميلية، الكولونيل ماري الذي كان يحكمه قتل على بعد 100 متر من المدينة، انه الكولونيل الثاني الذي يتم اغتياله في هذا القطاع. رئيسي دائرة تم اغتيالهما في مكتبهما السنة الماضية، وخلال عملية عسكرية جند لها فيلق كامل ودامت عدة أيام، لم يتم استرجاع سوى بندقية صيد، انه شيء مؤسف وهذا ما لا أريد تكراره. الميلية هي مملكة الفلاقة، وهنا أريد إنهاء الحرب. عندما يهدأ القطاع ستنتهي الحرب». ولكن الكولونيل ترانكي رحل، والميلية لم تهدأ حتى تحقق حلم الاستقلال. وقد أنجبت هذه المنطقة العديد من الشخصيات البارزة والأبطال منهم: العلامة مبارك الميلي، علي بن عيسى، الشيخ أحمد حماني، الشيخ محمد الصالح بن عتيق، مسعود بوعلي، الشهيد محمد سعيداني، الشهيد محمود بلارة وغيرهم، ممن قدموا خدمات جليلة، كل بطريقته الخاصة.

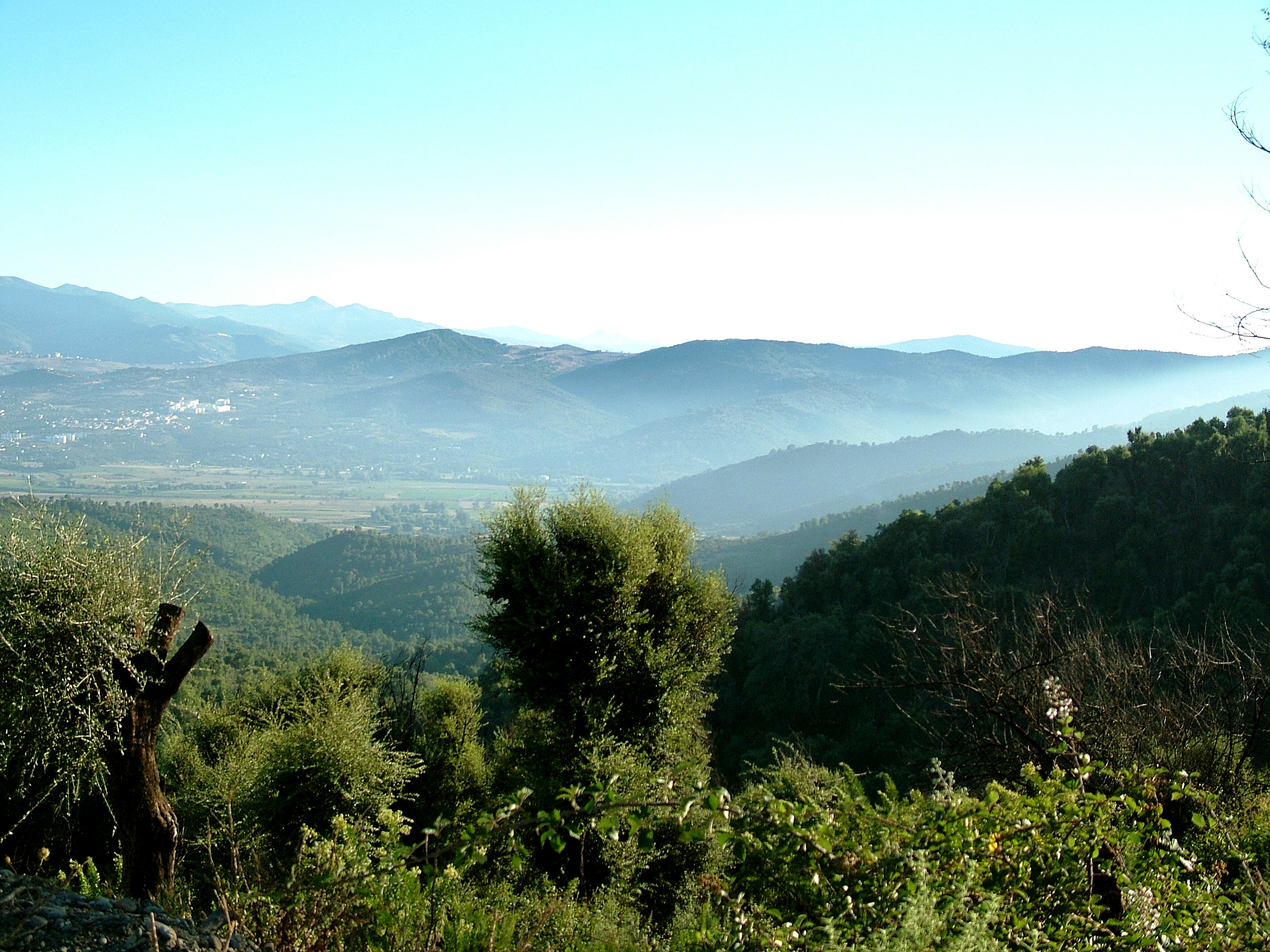
مناظر طبيعية من الميلية.

## الرياضة
تعدّ مدينة الميلية منبعا للرياضيين الممتازين رغم عدم إيجاد الكثير منهم الرعاية الكافية كما كان لفريق الكرة الطائرة التابع فريق الشباب الرياضي بلدية الميلية الذي إنسحب من الرابطة تماما بالرغم من أنه كان ينشط في القسم الوطني الثاني ويوجد في صفوفه الكثير من الاعبين الممتازين الذين خابت أمالهم بعد هذا الانسحاب... ثم العودة للمنافسة سنة 2009 تحت اسم أولمبيك الميلية الكتامي حيت ينشط الآن في بطولة القسم الأول ممتاز

### كرة القدم
يوجد في مدينة الميلية ثلاث فرق تنشط في هذا الإطار وهي الفريق الرئيسي والمعروف

#### شباب الميليةCRBEM
الذي أنشئ سنة 1936 وينشط حاليا في الدرجة الثالثة (بطولة ما بين الرابطات-مجموعة شرق)ألوانه الأساسية الأحمر والأبيض والذي يأخد من ملعب بوتياس المعشوشب إصطناعيا مقرا له من أبرز إنجازاته:
وصول فريق الاشبال إلى نهائي كأس الجمهورية وخسارته له حيث تعد سابقة في هذه المنافسة، إضافة الفوز على قرية موسى والصعود الي القسم الثالث بعد طول غياب و إلى ذلك يعد فريق شباب الميلية أضعف فريق في الولاية ليس لديه جمهور عريض الملقب بالنسور الجارحة ولاكن يسعى الى كسبه. مشهور بأغنية بالونا سينيما في كل الملاعب.

#### دور CRT
أسس سنة 1997 ينشط في القسم الشرفي رابطة قسنطينة ألوانه الأساسية الأحمر والأخضر.

#### الاتحاد الرياضي أولاد علي USOA
أما الفريق الثالث هو الفريق حديث النشاة الاتحاد الرياضي أولاد علي USOA الذي تأسس سنة 2004 من طرف رزقون بوالعيد، ألوانه الأساسية الأبيض والأزرق ويتخذ هو وشباب تانفدور من ملعب بوجمعة الطاهر الواقع بوسط المدينة بجانب حي 5 جويلية مقرا لهما.
الاتحاد الرياضي الميلية
وباللغة الفرنسية union sportive elmilia اسس يوم 18/04/2015، لكن فكرة انشائه كانت قبل عدة سنوات، وبالتحديد منذ دخول الفريق الام شباب الميلية في نفق مظلم، وتعرضه لنكسات متتالية، لظروف معروفة عند العام والخاص. نجح هذا الفريق في لم الشمل وتشريف المدينة، وذلك ببدايته الموفقة في عامه الأول واحتلاله للمركز الأول بجدارة وبدون خسارة، وتحقيقه للصعود في انجاز تاريخي يبقى للذكرى. تمكن الفريق من تحقيق جزء من اهدافه واكتساب قاعدة جماهرية كبيرة، في وقت قياسي، بفضل جمهوره الذي كان بالفعل اللاعب رقم 12 وارعب كل الخصوم التي جائت إلى معقل الفريق ملعب بوجمعة الطاهر، بحماسه ومؤازرته لاشبال الاتحاد طوال 90 دقيقة من كل مباراة.

## تضاريس مناخ الميلية

### وصلات داخلية
- دائرة الميلية

### وصلات خارجية
- جيجل أنفو: موقع أخبار جيجل.
- لا قازات دو جيجل: جريدة جيجل.
- إذاعة جيجل الجهوية: الموقع الرسمي.

1. ↑  "تنائج إحصاء 2008 الخاصة بولاية جيجل" (PDF). مؤرشف من الأصل (PDF) في 2018-07-23.
2. ↑  GeoNames (بالإنجليزية), 2005, QID:Q830106
3. ↑  أحمد بن إسحاق (1 يناير 2002). البلدان. Dar Al Kotob Al Ilmiyah دار الكتب العلمية. ISBN:978-2-7451-3419-6. مؤرشف من الأصل في 2020-01-26.